# Morten Skjønsberg
Morten Morisbak Skjønsberg, född 12 februari 1983 i Bærum, är en före detta norsk fotbollsspelare som spelade för Stabæk
Skjønsberg gjorde sin debut för Stabæk 2002. Den 3 augusti 2008 gjorde han sitt första ligamål för Stabæk mot Bodø/Glimt.

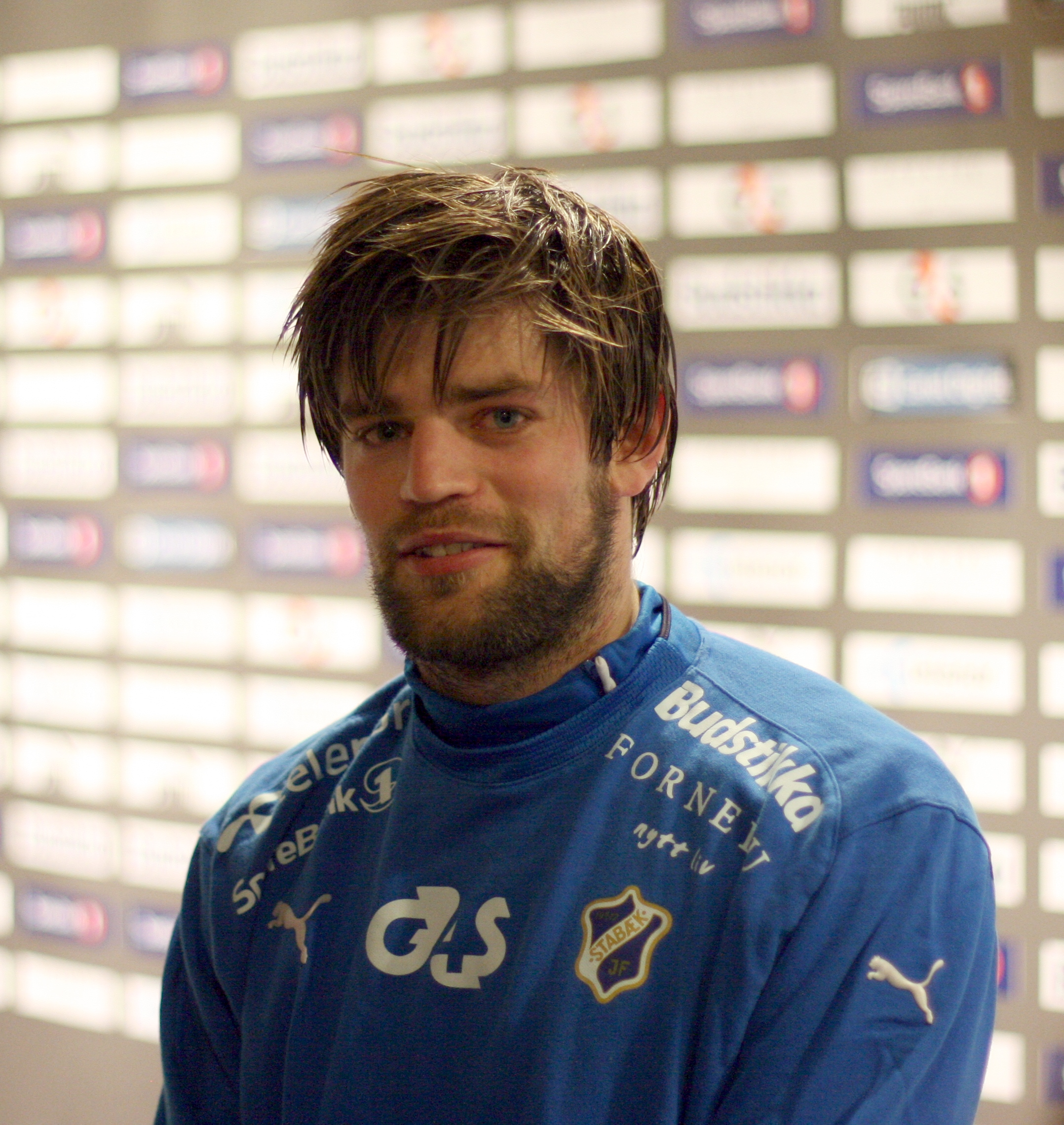
Morten Skjønsberg

Den 10 januari 2012 skrev han på för svenska IFK Norrköping. Under säsongen 2013 spelade Skjønsberg samtliga matcher för Norrköping. I juli 2014 bröt han sitt kontrakt i förtid.